# Тоні Тан Кен Ям
Тоні Тан Кен Ям (кит.: 陳慶炎, англ. Tony Tan Keng Yam; нар. 7 лютого 1940, Сінгапур) — сінгапурський політик, банкір і математик. До 1 липня 2011 року він обіймав посади виконавчого директора та заступника голови Інвестиційної корпорації Сінгапуру (GIC) і голови Singapore Press Holdings Limited. Також він є головою національного дослідницького фонду Сінгапуру і заступником голови Ради з досліджень, інновацій і підприємництва. В кінці 80-х Тоні Тану був запропонований пост прем'єр-міністра, однак він відмовився, але пізніше увійшов до кабінету міністрів: з 1995 по 2005 рік він був заступником прем'єр-міністра Сінгапуру і міністром оборони країни з 1996 по 2003 роки.
Тоні Тан був одним з чотирьох кандидатів на президентських виборах в Сінгапурі в 2011 році. Він переміг з перевагою всього в 7 269 голосів (<0,35 %), після перерахунку голосів. 1 вересня 2011 Тоні Тан був приведений до присяги як 7-й президент Сінгапуру.
31 серпня 2017 р. склав свої повноваження.